# Place des Abbesses
Der Place des Abbesses liegt auf dem Hügel des Montmartre im 18. Arrondissement von Paris.

## Lage
Der Platz bildet ein Dreieck mit den „Schenkeln“ der Rue des Abbesses und der Rue La Vieuville. Die Mitte des Platzes wird durch die Metrostation Abbesses (Linie  ) bestimmt.

## Namensursprung
Der Name kommt von den Äbtissinnen der nahegelegenen Abbaye de Montmartre, die 1134 von Ludwig VI. gegründet wurde. Mehrere Straßen, die zur Abtei führen, tragen heute den Namen berühmter Äbtissinnen: Marguerite de Rochechouart, Louise-Emilie de la Tour d’Auvergne, Marie-Eléonore de Bellefond und Catherine de La Rochefoucauld.

## Geschichte
Der dreieckige Platz gehörte zur Gemeinde Montmartre, bevor diese 1863 von Paris eingemeindet und in das Pariser Straßenverzeichnis, wie viele andere Vororte auch, aufgenommen wurde. Er hieß bis 1867 «Place de l’Abbaye» und wurde dann nach der Straße benannt, die ihn umgab: Rue des Abbesses.
An der Nordseite des Platzes stand das Gebäude der ersten Bürgermeisterei der Gemeinde Montmartre, die 1892 in ihren heutigen Sitz umgezogen ist. An der freien Stelle entstand 1936 der Square Jehan-Rictus, der wegen seiner Wand «je t’aime» in allen Sprachen ein beliebtes Touristenziel ist.
Heute sind nur die beiden Straßen Rue des Abbesses und Rue La Vieuville als Einbahnstraßen für den Verkehr offen; die Straße im Norden ist Fußgängerstraße.

## Sehenswürdigkeiten

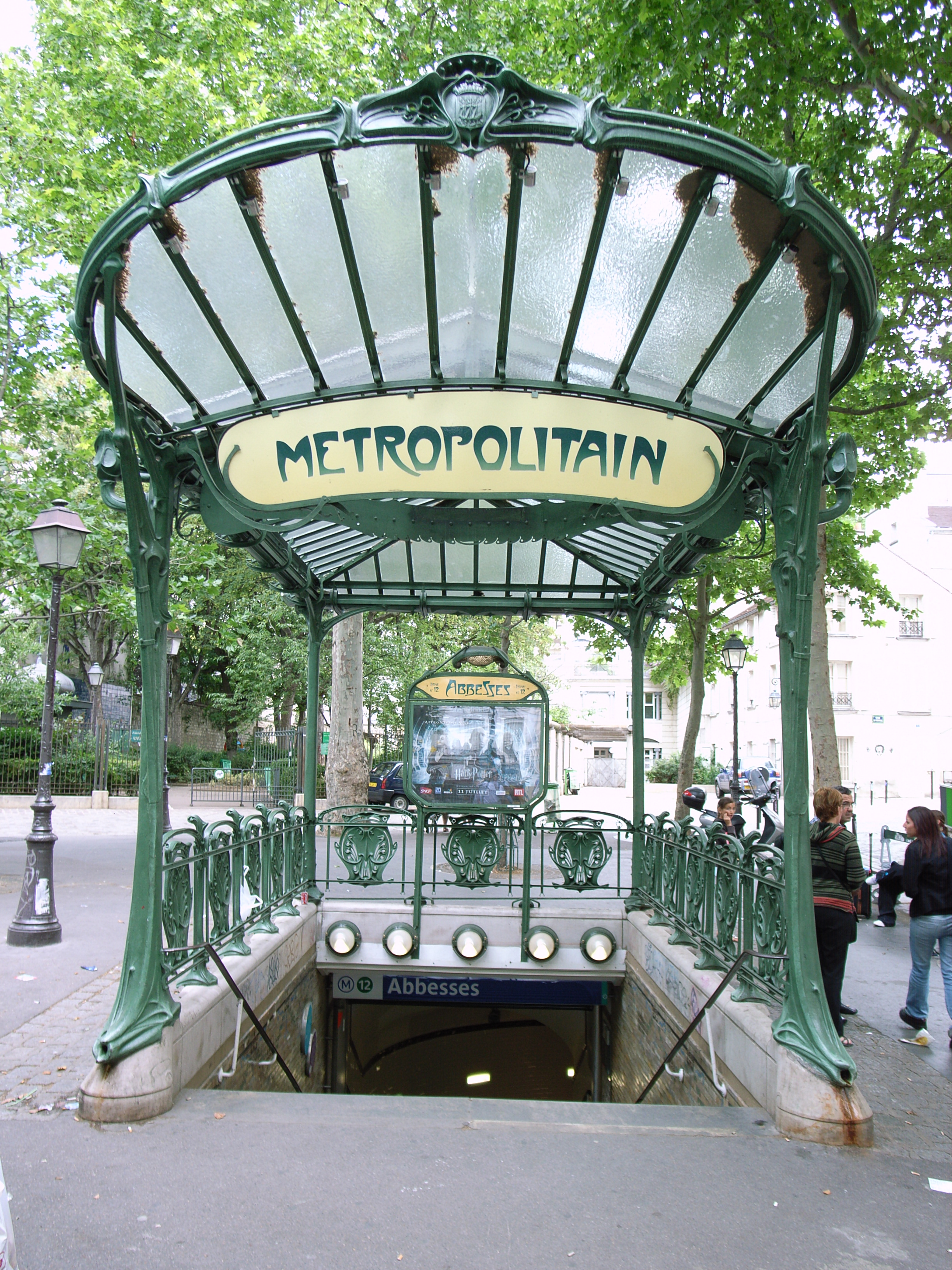
Von Hector Guimard gestalteter Eingangsbogen der Station Abbesses

- Auf dem Platz ist der einzige Metrozugang zur Station Abbesses mit der Linie 12. Sie ist die am tiefsten liegende Pariser Metrostation.[5] Der Eingang ist einer der wenigen noch erhaltenen Zugänge von Hector Guimard und stand ursprünglich an der Station Hôtel de Ville, Eingang Rue de Lobau.
- Ein Karussell steht neben der Metrostation.
- Ein Wallace-Brunnen
- Die Église Saint-Jean de Montmartre steht im Südwesten des Platzes.
- Le mur des je t’aime[4] im Square Jehan-Rictus